# Alex Miller (politik)
Alex Miller (hebrejsky: אלכס מילר, rusky: Алекс Миллер, Aleks Miller, 4. dubna 1977) je izraelský politik a poslanec Knesetu za stranu Jisra'el Bejtejnu.

## Biografie
Narodil se 4. dubna 1977 v Moskvě, v tehdejším Sovětském svazu, dnes Rusko. V roce 1992 přesídlil do Izraele. Získal bakalářský titul z pedagogiky a magisterský z veřejné politiky. Žije ve městě Ariel na Západním břehu Jordánu. Je ženatý, má jedno dítě. Hovoří hebrejsky, anglicky a rusky.

## Politická dráha
Působil jako předseda studentského svazu na škole Ort Academic College v Tel Avivu, byl místopředsedou celostátního studentského svazu a předsedá mládežnické organizaci strany Jisra'el Bejtejnu.
Do Knesetu nastoupil po volbách roku 2006, ve kterých kandidoval za stranu Jisra'el Bejtejnu. Ve funkčním období 2006-2009 zastával post člena parlamentního výboru pro televizi a rozhlas, výboru pro ekonomické záležitosti, výboru pro ústavu, právo a spravedlnost, výboru pro vzdělávání, kulturu a sport, výboru pro vědu a technologie, výboru pro práva dětí a člena parlamentní vyšetřovací komise pro odposlechy. Mandát obhájil ve volbách roku 2009. Od roku 2009 působí jako místopředseda Knesetu. Dále je členem parlamentního finančního výboru a předsedou výboru pro vzdělávání, kulturu a sport.